# Microhyla maculifera
Espèce
Statut de conservation UICN

 DD  : Données insuffisantes
Microhyla maculifera est une espèce d'amphibiens de la famille des Microhylidae.

## Répartition
Cette espèce est endémique de l'État de Sabah en Malaisie orientale, sur l'île de Bornéo. Elle ne se rencontre que dans la Danum Valley Conservation Area, en dessous de 250 m d'altitude.

## Publication originale
- Inger, 1989 : Four new species of frogs from Borneo. Malayan Nature Journal, vol. 42, p. 229-243.